# Cabomba caroliniana
Cabomba caroliniana é uma planta herbácea perene, nativa da América do Norte e do Sul. É uma erva daninha de importância nacional na Austrália e na lista de espécies exóticas invasoras de interesse da UE.

## Nomes Comuns
Cabomba caroliniana é conhecida como "erva-de-vento", "carolina-escudo-d'água", "cabomba-verde" e "erva-de-peixe".

## Distribuição
É nativa da América do Sul (Sul do Brasil, Paraguai, Uruguai, e nordeste da Argentina), e das costas leste e oeste dos Estados Unidos. É comida como vegetal em algumas áreas.

## Aspectos Ecológicos
Esta espécie cresce enraizada na lama de água estagnada a lenta, incluindo riachos, rios menores, lagos, lagoas, poças e valas. Em alguns estados nos Estados Unidos, é considerada como uma erva daninha. Suas hastes tornam-se frágeis no final do verão, o que faz com que a planta se desfaça, facilitando sua distribuição e invasão em novos corpos de água. Ela reproduz por semente, mas a reprodução vegetativa parece ser seu principal veículo para se espalhar para novas águas. Um crescimento de 50 mm por dia foi relatado em Lake Macdonald, Queensland, Austrália.
Um grande número de plantas é enviado da Flórida para o resto dos EUA para uso comercial. É também cultivada comercialmente na Ásia para exportação à Europa e outras partes do mundo. O cultivo local em pequena escala ocorre em algumas áreas, e os aquaristas são provavelmente responsáveis por algumas introduções.

## Descrição
A cabomba-verde é uma planta perene de água doce, submersa, às vezes flutuante, mas frequentemente enraizada, com rizomas frágeis e curtos. Os brotos eretos são extensões invertidas dos rizomas horizontais. Os brotos são verde-esverdeados a verde-azeitona ou às vezes marrom avermelhado. As folhas são de dois tipos: submersas e flutuantes. As folhas submersas são finamente divididas e dispostas em pares no caule. As folhas flutuantes, quando presentes, são lineares e discretas, com um arranjo alternativo. Eles têm menos de 13 mm de comprimento e são estreitas (menos de 6,4 mm). A lâmina da folha se liga ao centro, onde uma leve constrição é vista. As flores são brancas e pequenas (menos de 13 mm de diâmetro), e estão nos caules que surgem das pontas das hastes.

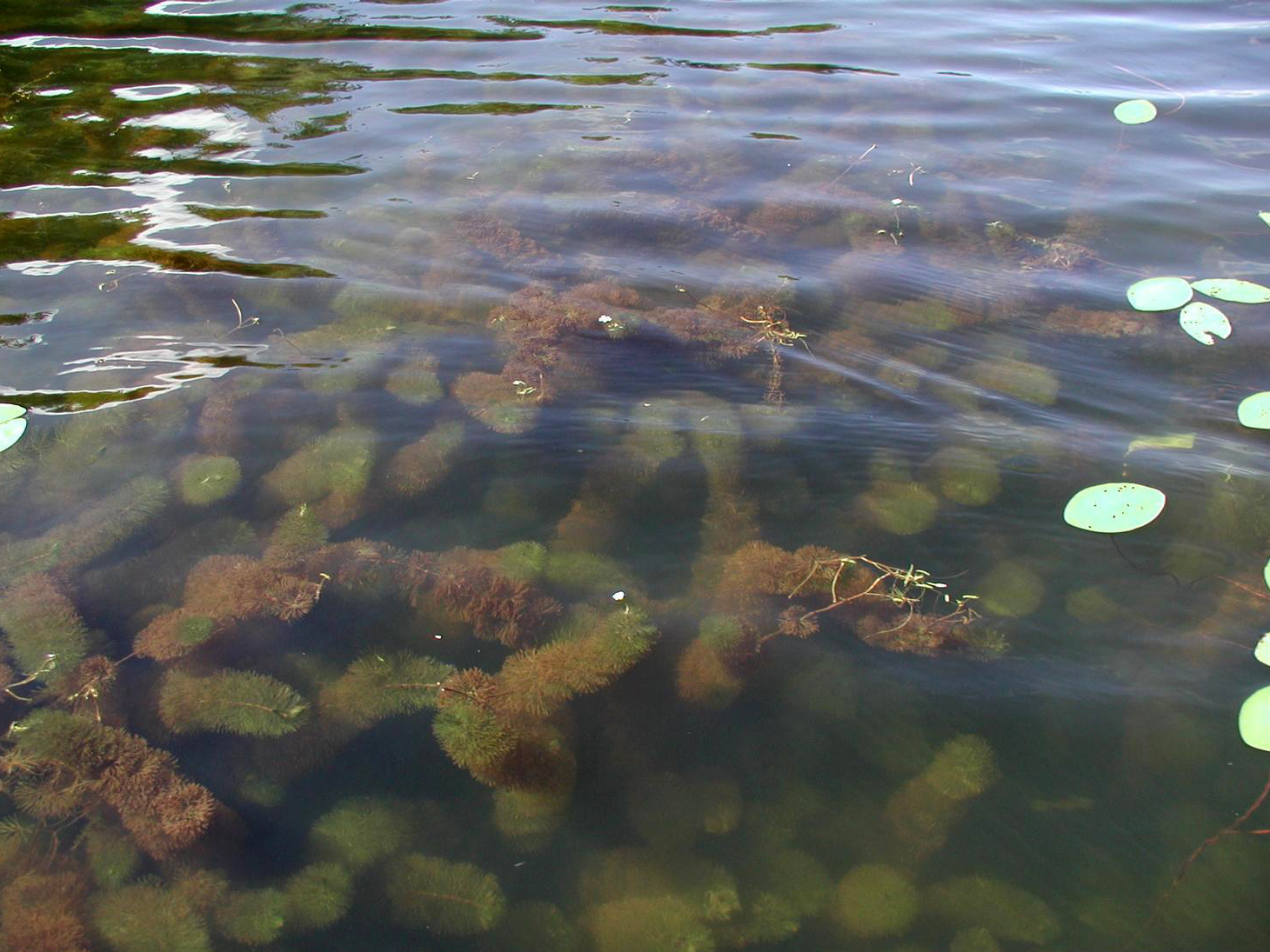
Espécimes verdes e marrom-avermelhados
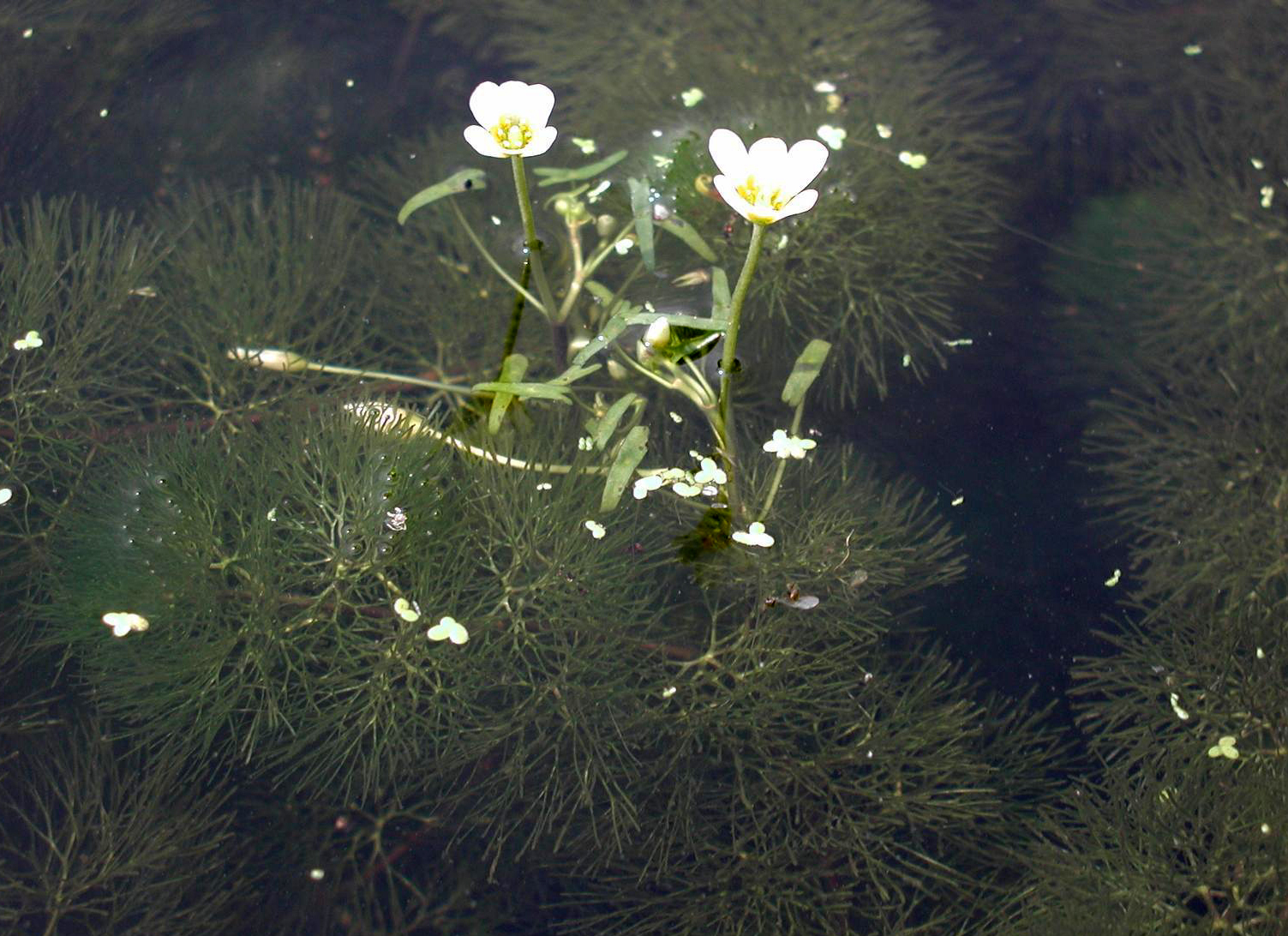
Folhas flutuantes com flores
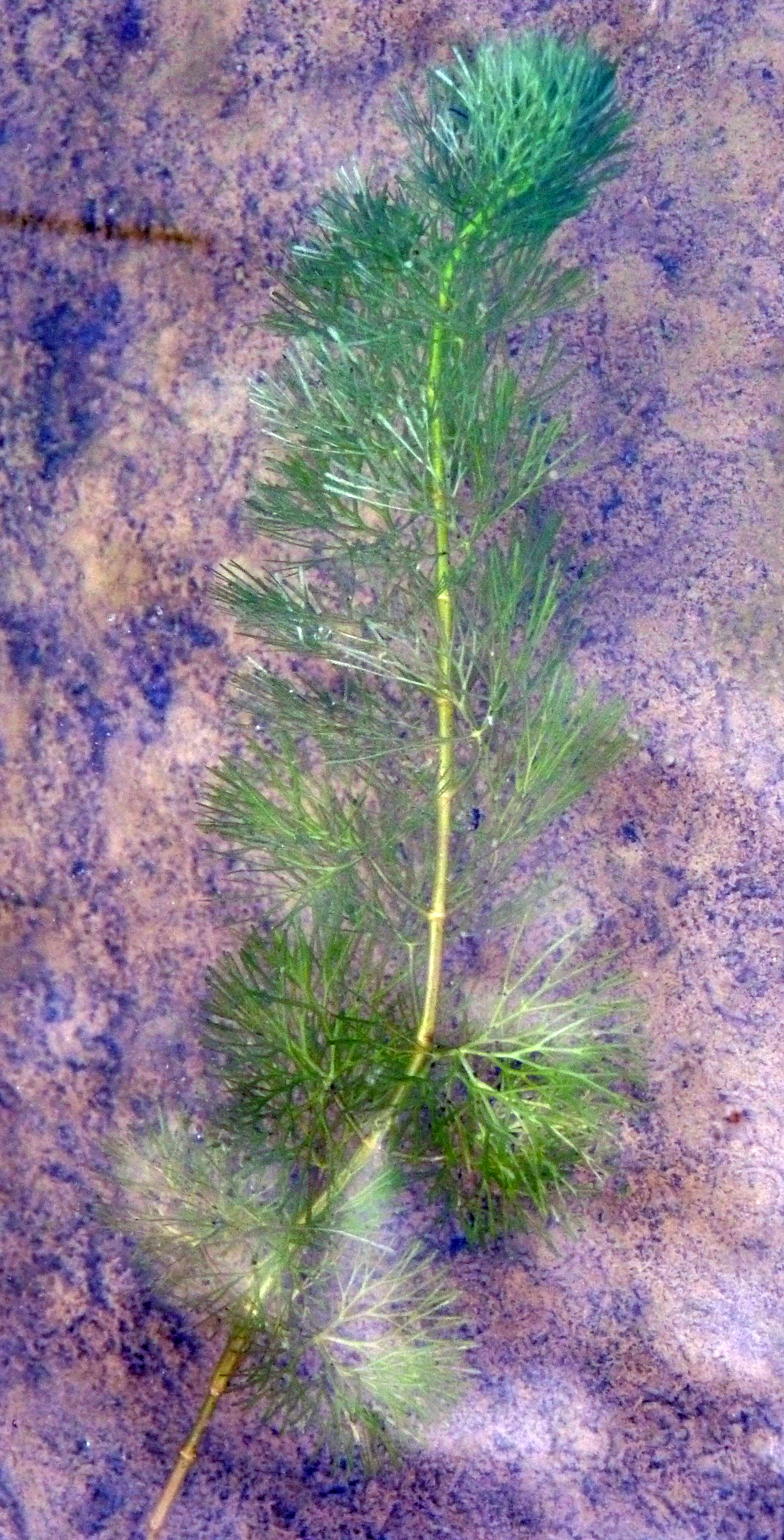
Folhas submersas finamente divididas
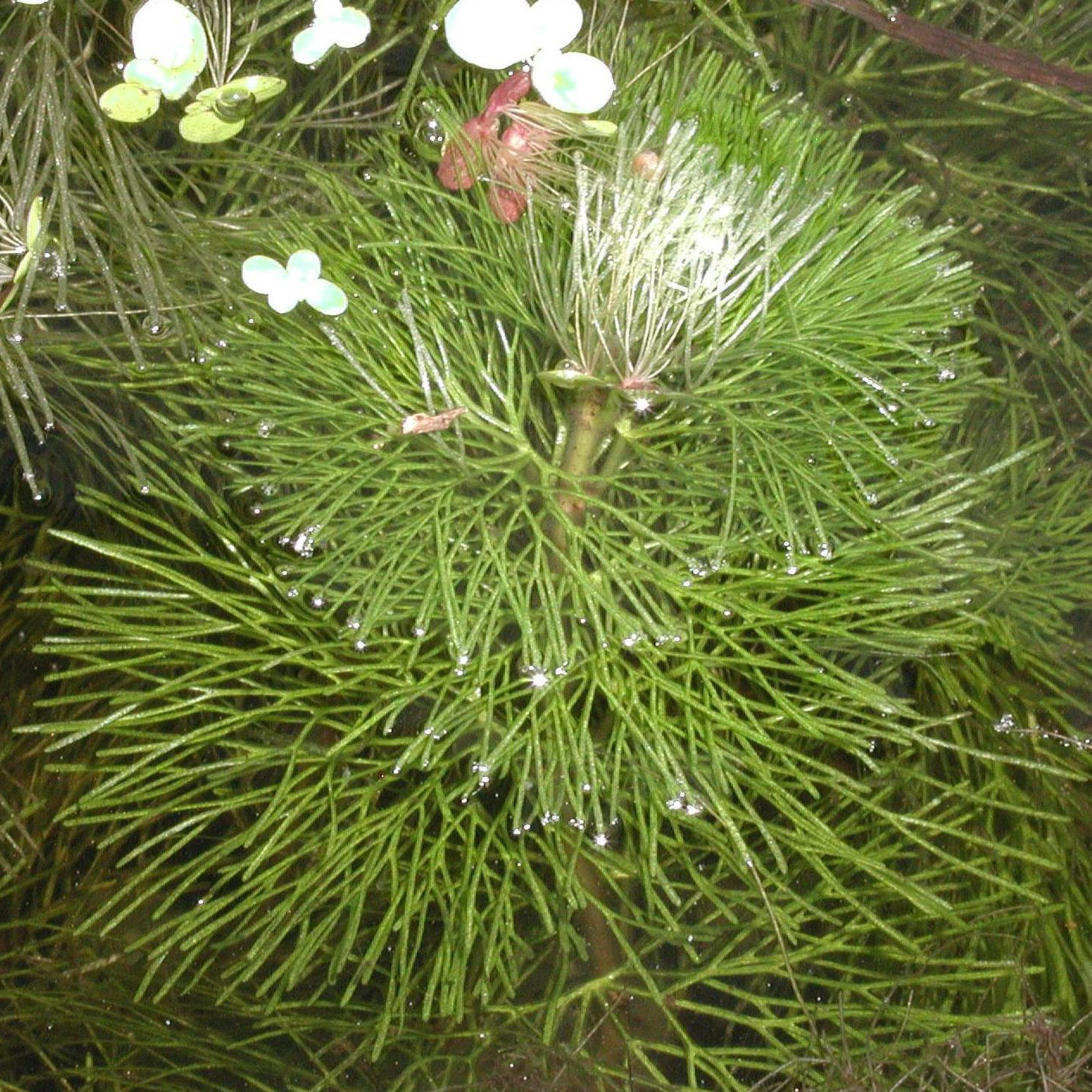
Folhas submersas salientes acima da superfície
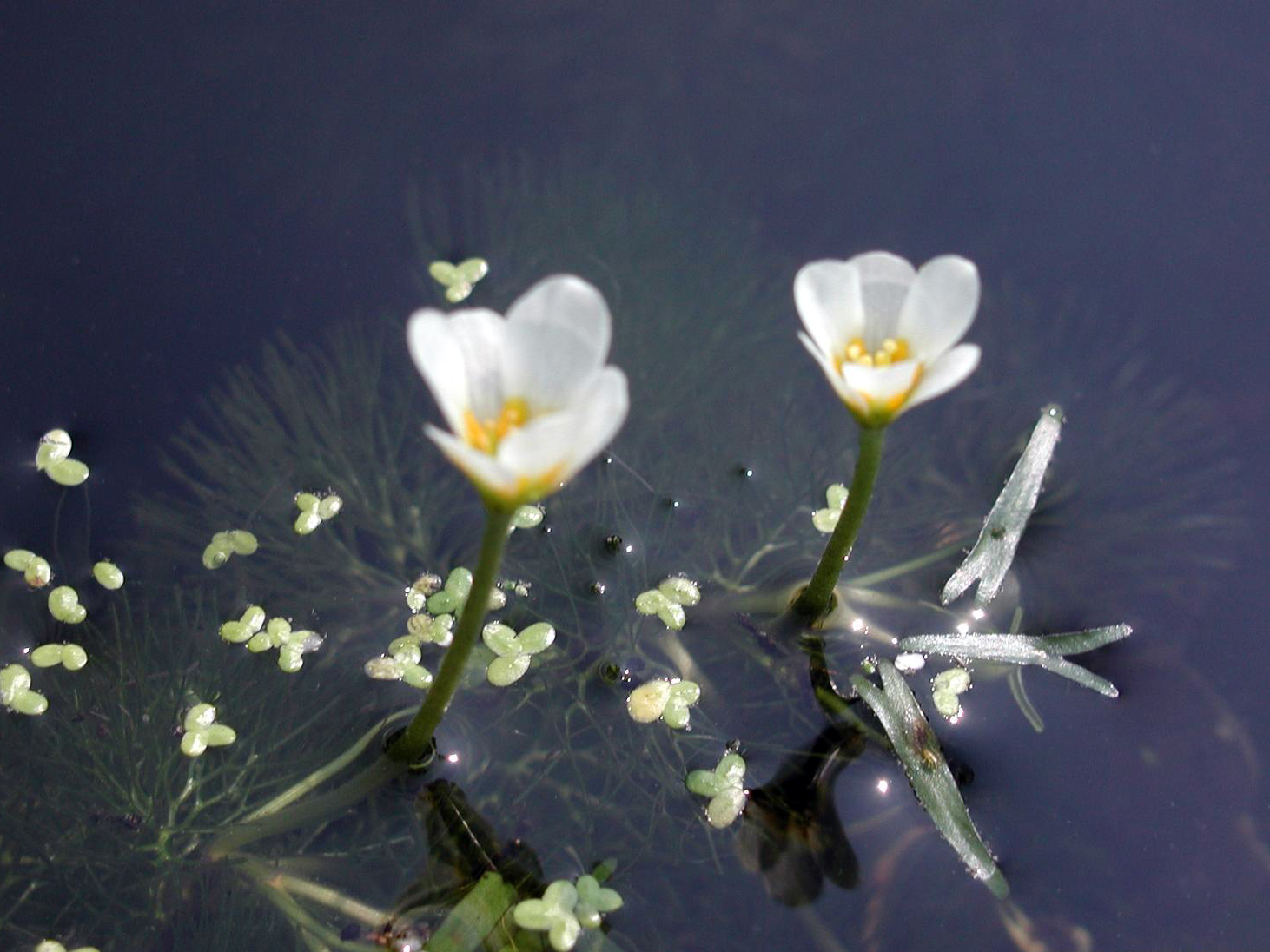
Flores
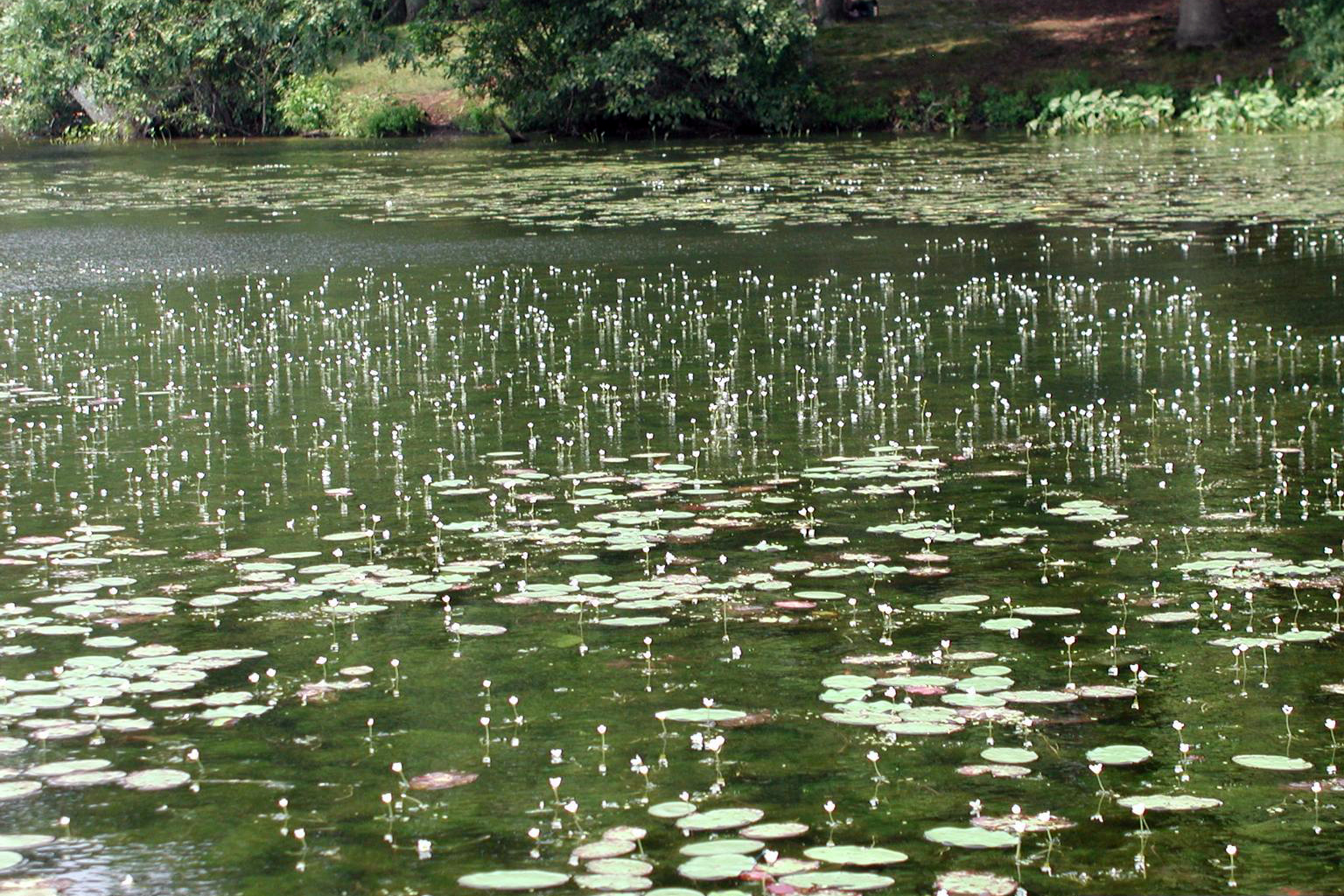
Área com "ervas-de-vento" em flor (as folhas redondas maiores são outra espécie)

## Outras Fontes
- Ørgaard, M. (1991). The genus Cabomba (Cabombaceae) - a taxonomic study. Nordic Journal of Botany 11: 179-203
- Gleason, H.A. and A. Cronquist. 1991. Manual of Vascular Plants of Northeastern United States and Adjacent Canada. The New York Botanical Garden, Bronx, New York.
- Hotchkiss, N. 1972. Common Marsh, Underwater and Floating-leaved Plants of the United States and Canada. Dover Publications, Inc., New York.
- Radford, A.E., H.E. Ahles, and C.R. Bell. 1968. Vascular Flora of the Carolinas. The University of North Carolina Press, Chapel Hill.
- Riemer, D.N. and R.D. Ilnicki. 1968. Overwintering of Cabomba in New Jersey. Weed Science 16:101-102.